# NGC 7595
NGC 7595 (również PGC 71004) – galaktyka eliptyczna (E), znajdująca się w gwiazdozbiorze Pegaza. Odkrył ją Andrew Common w sierpniu 1880 roku.